# 保羅·雷諾斯 (演員)
保羅·雷諾斯（Paul Reynolds，1970年2月6日—）是英國的一位演員。他畢業於西爾維亞·楊戲劇學校。